# Historien om Hjortholm
Historien om Hjortholm er en dansk film fra 1950.
- Manuskript Paul Sarauw.
- Instruktion Asbjørn Andersen, Poul Bang og Annelise Reenberg.

## Medvirkende
- Svend Methling
- Ellen Gottschalch
- Peter Malberg
- Karen Poulsen
- Johannes Meyer
- Preben Neergaard
- Ib Schønberg
- Jørn Jeppesen
- Betty Helsengreen
- Henry Nielsen